# Pi Canis Majoris
Pi Canis Majoris (19 Canis Majoris) é uma estrela na direção da constelação de Canis Major. Possui uma ascensão reta de 06h 55m 37.40s e uma declinação de −20° 08′ 11.7″. Sua magnitude aparente é igual a 4.66. Considerando sua distância de 95 anos-luz em relação à Terra, sua magnitude absoluta é igual a 2.33. Pertence à classe espectral F2IV/V.